# Зоран Гаич
Зоран Гаич (на сръбски: Зоран Гајић) е сръбски футболист, който играе на поста централен защитник. Състезател на Колубара.

## Кариера
На 28 юни 2020 г. Гаич подписва с Арда. Дебютира на 14 юли при равенството 0:0 като домакин на Ботев (Пловдив).

## Успехи
Фастав (Злин)
- Купа на Чехия (1): 2017
- Суперкупа на Чехия и Словакия (1): 2017

 Пюник
- Арменска Премиер лига (1): 2021/22